# VoloMetrix
VoloMetrix, Inc. es una empresa analítica estadounidense filial de Microsoft con sede en Seattle, Washington, Estados Unidos. La empresa desarrollo una aplicación con el mismo nombre de VoloMetrix que ayuda a medir el rendimiento de los empleados en una empresa, por lo cual tiene la capacidad de analizar su productividad y la eficiencia de trabajo en grupo. La aplicación funciona adquiriendo datos del empleado con el fin de influenciar, además de que ingiere los correos electrónicos, también entradas de calendario de cada empleado y usa esa información para construir un cuadro de quién está haciendo qué y con quién. El 4 de septiembre del año 2015 Microsoft adquirió la empresa con el fin de implementar la aplicación con el servicio Office 365.

## Historia
La compañía fue fundada en el año 2011 por Nathan Barnett y Ryan Fuller, más tarde se uniría Chris Brahm conocido por ser anteriormente un socio de negocios de la empresa Bain & Company. En el equipo de liderazgo de VoloMetrix se incluyen personas que mantienen sus roles de negocio, tales como Natalie McCullough conocida por ser jefa de oficio de ingresos, Nimrod Vered conocido por ser el vicepresidente de la ingeniera, entre otros.

## Función de la Aplicación
VoloMetrix es un software que extrae datos de las aplicaciones corporativas de TI, tales como el correo, calendarios, mensajes y redes sociales Este utiliza los datos para analizar exactamente dónde y cuánto tiempo, energía y costes se gastan en operaciones del día a día y en iniciativas estratégicas.